# Indik (Schiffstyp)
Die Schnellfrachter-Baureihe Indik, auch Serie Karl Marx / Vishva Aditya genannt, ist ein Mehrzweck-Stückgutschiffstyp der Warnow-Werft.

## Geschichte
Hergestellt wurde die Serie von 1971 bis 1975 in acht Einheiten. Vorgesehen waren die Schiffe vorwiegend für den kombinierten Transport von Stückgut und Containern, Schwergut und Industrieausrüstungen, Kühlladung, Süßöl, aber auch Schüttgutladungen.
Die ersten beiden Einheiten wurden für die Deutsche Seereederei gebaut.
- Erstes Schiff und Namensgeber der Serie war die am 28. Oktober 1971 übergebene Karl Marx mit der Baunummer 131. Die Karl Marx wurde bis 1990 von der DSR betrieben und ab dem 8. August 1990 in Bombay abgebrochen.[1]
- Zweites Schiff der Baureihe war die am 28. Oktober 1971 übergebene Friedrich Engels mit der Baunummer 132. Die Friedrich Engels wurde bis 1990 von der DSR betrieben und ab dem 8. Januar 1991 in Bombay abgebrochen.[2]

Die weiteren sechs Schiffe der Baureihe wurden an die Shipping Corporation of India geliefert.
- Das erste Schiff für Indien war die am 30. April 1973 mit der Baunummer 431 vom Stapel gelassene Vishva Aditya. Das Schiff wurde bis 1990 von der Shipping Corporation of India betrieben und ab dem 9. Januar 1990 in Alang abgebrochen.[3]
- Das zweite Schiff für Indien war die am 13. September 1973 mit der Baunummer 432 vom Stapel gelassene Vishva Amitabh. Das Schiff wurde bis 1989 von der Shipping Corporation of India betrieben und ab dem 15. Dezember 1989 in Alang abgebrochen.[4]
- Drittes Schiff für Indien war die am 10. Mai 1974 mit der Baunummer 433 zu Wasser gelassene Vishva Apurva. Das Schiff wurde bis 1987 von der Shipping Corporation of India betrieben und sank am 6. August 1987 nach einer Kollision auf der Position 23° 30′ N, 36° 39′ O.[5]
- Als viertes Schiff für Indien lief am 4. November 1974 die Vishva Anurag mit der Baunummer 434 vom Stapel. Das Schiff wurde bis 1987 von der Shipping Corporation of India betrieben und sank am 14. Januar 1987 auf der Position 31° 39′ 30″ N, 130° 7′ 2″ O.[6]
- Das fünfte Schiff für Indien war die am 31. Januar 1975 mit der Baunummer 435 vom Stapel gelassene Vishva Ambar. Das Schiff wurde bis 1992 von der Shipping Corporation of India betrieben und wurde bei einer Strandung am 26. November 1992 vor Aino Shima, Shimonoseki zum wirtschaftlichen Totalverlust. Sie wurde daraufhin nach  Shanghai gebracht und dort ab dem 30. Juni 1993 verschrottet.[7]
- Letztes Schiff der Baureihe war die am 30. April 1975 mit der Baunummer 436 vom Stapel gelassene Vishva Ajay. Das Schiff am wurde am 23. September 1975 an die Shipping Corporation of India übergeben und von dieser bis 1994 betrieben. Am 2. Dezember 1994 begann man in Bombay mit der Verschrottung der Vishva Ajay.[8]

Auffällig für alle Schiffe der Indik-Baureihe, die nicht durch Seeunfälle verlorengingen, ist die kurze Betriebsdauer von zum Teil deutlich unter zwanzig Jahren gewesen. Diese verhältnismäßig kurze Betriebsdauer wurde aber bei der Mehrzahl anderer Schnellfrachtertypen derselben Epoche ebenfalls beobachtet, was durch den zeitgleich mit ihrer Einführung erfolgten Umstieg der Ladung von Stückgut zu Containern zu erklären ist.

## Technik
Angetrieben wurden die Schiffe, bis dahin die schnellsten Neubauten einer DDR-Werft, von einem 14.931 kW 7-Zylinder-Zweitakt-Dieselmotor des Typs 7 RND 90 des Herstellers Sulzer, der direkt auf einen Festpropeller wirkte. Durch die erhöhte Geschwindigkeit wurde die Fahrzeit von Rostock nach Ostasien um eine Woche verkürzt. Der Aktionsradius betrug 16.000 Seemeilen. Die automatisierte Maschinenanlage war für 24-stündigen wachfreien und ferngesteuerten Betrieb von der Brücke aus eingerichtet. Die Schiffe waren mit einem Bugstrahlruder ausgerüstet. 
Die mit einem Wulstbug versehenen Rümpfe mit Spiegelheck wurden in Sektionsbauweise zusammengefügt.
Die sechs Laderäume mit einem Rauminhalt von 19.363 m³ Kornraum und 17.513 m³ Ballenraum verfügten über zwei Zwischendecks. Der 22 m lange Laderaum IV war für große Kolli wie Lokomotiven und Industrieanlagen eingerichtet. Die Laderäume III und IV verfügten über seitliche Ladepforten an Steuerbord. Es konnten 260 Container (auch in zwei Lagen auf dem Oberdeck), 399 m³ Kühlladung sowie 306 m³ Süßöl transportiert werden. 
Das Ladegeschirr bestand aus einem 8-Tonnen-Einzelkran, zwei 8-Tonnen-Doppelkränen, zwei 5-Tonnen-Ladekränen (Wippkränen) sowie einem durchschwenkbaren 120-Tonnen-Schwergutbaum. An Deck wurden automatische Verholwinden verwendet. Die Schiffe der Shipping Corporation of India erhielten herkömmliche Ladebäume statt der Kräne.